# Баст (Башка-Вода)
Баст (хорв. Bast) — населений пункт у Хорватії, у Сплітсько-Далматинській жупанії у складі громади Башка-Вода.

## Населення
Населення за даними перепису 2011 року становило 126 осіб.
Динаміка чисельності населення поселення:

## Клімат
Середня річна температура становить 11,91 °C, середня максимальна – 24,04 °C, а середня мінімальна – -0,92 °C. Середня річна кількість опадів – 906 мм.
| Клімат поселення                              | Клімат поселення | Клімат поселення | Клімат поселення | Клімат поселення | Клімат поселення | Клімат поселення | Клімат поселення | Клімат поселення | Клімат поселення | Клімат поселення | Клімат поселення | Клімат поселення | Клімат поселення |
| Показник                                      | Січ.             | Лют.             | Бер.             | Квіт.            | Трав.            | Черв.            | Лип.             | Серп.            | Вер.             | Жовт.            | Лист.            | Груд.            |                  |
| Середній максимум, °C                         | 9,17             | 9,10             | 11,50            | 14,75            | 19,76            | 23,66            | 24,04            | 23,76            | 20,32            | 16,60            | 12,15            | 9,35             |                  |
| Середня температура, °C                       | 4,16             | 4,10             | 6,48             | 9,73             | 14,75            | 18,65            | 20,51            | 20,23            | 16,79            | 13,08            | 8,62             | 5,81             |                  |
| Середній мінімум, °C                          | −0,86            | −0,92            | 1,47             | 4,73             | 9,73             | 13,64            | 16,99            | 16,72            | 13,27            | 9,57             | 5,08             | 2,31             |                  |
| Норма опадів, мм                              | 80               | 71               | 76               | 78               | 62               | 57               | 38               | 53               | 75               | 101              | 117              | 98               |                  |
| Середньомісячна швидкість вітру, м/с          | 3.73             | 4.05             | 3.98             | 3.62             | 3.17             | 2.88             | 2.88             | 2.76             | 3.19             | 3.40             | 4.13             | 4.27             |                  |
| Середньомісячна сонячна радіація, кДж/м²·день | 5439             | 8136             | 11832            | 16124            | 19850            | 22584            | 24437            | 21451            | 15948            | 10378            | 5965             | 4623             |                  |
| --------------------------------------------- | ---------------- | ---------------- | ---------------- | ---------------- | ---------------- | ---------------- | ---------------- | ---------------- | ---------------- | ---------------- | ---------------- | ---------------- | ---------------- |
| Джерело:                                      |                  |                  |                  |                  |                  |                  |                  |                  |                  |                  |                  |                  |                  |